# Чедвик, Стивен Фаулер
Стивен Фаулер Чедвик (англ. Stephen Fowler Chadwick; 25 декабря 1825 — 15 января 1895) — американский политик, 5-й губернатор Орегона в 1877–1878.

## Биография

### Профессиональная подготовка
Чедвик был адвокатом, принятым в адвокатуру штата Нью-Йорк 30 мая 1850 года. Вскоре он переехал в Орегон, где 21 апреля 1851 года в поселении Скоттсбург округа Дуглас основал юридическую фирму. Чедвик стал первым почтмейстером Скоттсбурга.

### Политическая карьера
После переезда из Скоттсбурга в Роузбург, Чедвик баллотировался на вновь созданную должность судьи округа Дуглас. Позже он представлял округ Дуглас в Конституционном конвенте штата в 1857 году. На президентских выборах 1864 и 1868 годов Чедвик был членом коллегии выборщиков от Демократической партии.
В 1870 году Чедвик стал государственным секретарём штата Орегон, и был переизбран на эту должность в 1874 году.
Считается, что  идея сделать 15 июня государственным праздником штата Орегон под названием «День пионеров» принадлежит Чедвику. Дата этого мероприятия была выбрана в честь подписания договора 1846 года между Соединенными Штатами и Великобританией, по которой стороны официально урегулировали свои оспариваемые претензии на территорию Орегона.

### Губернатор
В 1877 году губернатор Лафайет Гровер подал в отставку в связи с его избранием в Сенат США. Чедвик, как государственный секретарь и второй в губернаторской линии наследования, стал губернатором штата Орегон. Он также сохранил за собой должность госсекретаря. Во время войны не-персе Чедвик активно помогал белым поселенцам и выступал за жёсткое наказание мятежных и отказывавшихся от сотрудничества индейских вождей властями штата, а не военными, как это делалось ранее.
В 1878 году Чедвик не был переизбран и вернулся к юридической практике. Он также был гроссмейстером ордена масонов штата Орегон.
Чедвик был женат на Джейн Энн Смит (1835—1916), у них родилась дочь Мэри Кэролайн (1868—1940). 

## Смерть
Чедвик умер 15 января 1895 года в городе Сейлем, штат Орегон.